# Gołogóra, Tỉnh West Pomeranian
Gołogóra [ɡɔwɔˈɡura] (tiếng Đức: Breitenberg) là một ngôi làng thuộc khu hành chính của Gmina Polanów, thuộc quận Koszalin, West Pomeranian Voivodeship, ở phía tây bắc Ba Lan. Nó nằm khoảng 11 kilômét (7 mi)  phía nam Polanów, 42 km (26 mi) phía đông nam Koszalin và 157 km (98 mi) về phía đông bắc của thủ đô khu vực Szczecin.
Trước năm 1945, khu vực này là một phần của Đức. Đối với lịch sử của khu vực, xem Lịch sử của Pomerania.
Làng có dân số 120 người.